# Jabbo Smith
Cladys „Jabbo“ Smith (* 24. Dezember 1908 in Pembroke, Georgia; † 16. Januar 1991 in New York City) war ein US-amerikanischer Jazztrompeter.

## Leben
Jabbo Smiths Vater starb bereits 1912. Mit sechs Jahren wurde er von seiner Mutter in ein Waisenheim in Charleston (South Carolina) gegeben, wo er das Trompeten- und Posaunenspiel erlernte. Mit zehn Jahren bereits tourte er mit der Schülerband des Heims, der Jenkins Orphanage Band, durch das Land. Mit 16 verließ er die Anstalt, um Berufsmusiker zu werden. Er spielte zunächst mit Bands in Philadelphia und Atlantic City (New Jersey), bevor er 1925 nach Manhattan übersiedelte. 1928 entstanden die ersten Plattenaufnahmen. Im gleichen Jahr spielte er in der Band des Pianisten James P. Johnson. Johnsons Band löste sich noch im gleichen Jahr in Chicago auf, wo Smith die nächsten Jahre blieb. Hier entstanden im Jahre 1929 für das Label Brunswick Records mit seiner eigenen Formation Jabbo Smith’s Rhythm Aces jene Aufnahmen, die bis heute seinen Ruhm in Jazzkreisen begründen, bei denen u. a. auch der Banjospieler Ikey Robinson mitwirkte. Er wirkte auch an Aufnahmen von Charlie Johnson und der Duke-Ellington-Band (1927) mit.
In den 1930er Jahren zog er nach Milwaukee und trat nur noch gelegentlich als Musiker auf (u. a. bei Claude Hopkins). Seinen Lebensunterhalt bestritt er als Mitarbeiter eines Autoverleihs. Ende der 1960er Jahre gelang ihm ein Comeback, bei dem ihn Tourneen – neben regelmäßigen Auftritten in New Yorker Shows wie dem Musical One Mo’ Time – bis in die 1980er Jahre hinein bis nach Großbritannien und Frankreich führten.

## Bedeutung
Jabbo Smith, obwohl heute weitgehend in Vergessenheit geraten, war Ende der 1920er Jahre sehr erfolgreich und bekannt als der ernstzunehmendste Rivale von Louis Armstrong. In der Tat stehen Smiths Aufnahmen den zeitgleich entstandenen Stücken von Armstrong bezüglich Technik und phantasievollem Spiel in nichts nach. Bedeutend ist auch sein Einfluss auf die Spielweise des jungen Roy Eldridge.
Die Tatsache, dass Smiths Karriere angesichts seines überragenden Talents so überaus bescheiden verlief, erklärt sich aus mehreren Faktoren. Zum einen spielten Alkohol und Selbstüberschätzung in jugendlichem Alter eine große Rolle (im Alter von 20 gehörte er zu den absoluten Spitzenverdienern unter den Jazzmusikern New Yorks und Chicagos). Beim Angebot von Duke Ellington, sich seiner Band anzuschließen, lachte er diesem ins Gesicht, weil ihm Ellington „nur“ 90 Dollar die Woche bot, anstelle der 150, die Smith damals verdiente (90 Dollar waren um 1928 ein absoluter Spitzenlohn für einen Jazzer). Zum anderen war es gerade sein für die damalige Zeit moderner, flüssiger Stil, der beim Publikum wenig ankam (die heute als klassisch angesehenen „Rhythm Aces“-Aufnahmen von 1929 verkauften sich schlecht). Das Publikum begann um die Depressionszeit herum, einem weicheren, süßlicheren Stil zuzuneigen, und Smith – im Gegensatz zu Louis Armstrong – passte sich dem nicht an. Außerdem verbrachte er lange Jahre fernab von den musikalischen Jazz-Hotspots seiner Zeit, New York und Chicago, und schlug sich aus privaten Gründen lieber in Plätzen wie Newark und Milwaukee durch.

## Lexigraphische Einträge
- Ian Carr, Digby Fairweather, Brian Priestley: Rough Guide Jazz. Der ultimative Führer zur Jazzmusik. 1700 Künstler und Bands von den Anfängen bis heute. Metzler, Stuttgart/Weimar 1999, ISBN 3-476-01584-X.
- Leonard Feather, Ira Gitler: The Biographical Encyclopedia of Jazz. Oxford University Press, New York 1999, ISBN 0-19-532000-X.